# 藤浪智之
藤浪智之（ふじなみ ともゆき、1967年5月5日 - ）はアナログゲーム／コンピュータゲームのゲームデザイナー、ゲームライター。静岡県出身。愛称は「とけねこ先生」。過去に使用していた別ペンネームにわきあかつぐみがある。
漫画家の佐々木亮は妻で、コンビの作品が多い。佐々木の漫画関係の仕事は基本的に藤浪が原作を担当している。

## 概要
田宮模型（現・タミヤ）のお膝元・静岡市に生まれた影響か、幼少の頃からミリタリーのプラモデルに興味をもち、中学生時代に3つ年上の兄の影響でウォー・シミュレーションゲームに触れる。兄は深くハマる事はなかったが、本人はシミュレーションゲームの世界にはまり込んでいき、専門誌も買い始めた。『タクテクス』4号の海戦ゲーム特集の鈴木銀一郎の記事を見て、ゲームデザイナーという仕事の存在を知る。憧れはあったが、自分がゲームデザイナーになるとは思っていなかったという。当時はシミュレーションゲームと重なるジャンルであったテーブルトークRPGも遊ぶようになった。
高校時代にゲーム仲間とともにアナログ・シミュレーションゲーム同人誌「アウトバーン」を発行し、自らも（Red-me……赤いメッサーシュミット）のペンネームで執筆した。この「アウトバーン」が、優れた編集がされているということで鈴木銀一郎の目に止まり、シミュレイター誌でライターとしてデビューした。高校卒業後、藤浪は新シミュレイターの発行元・翔企画に編集部員として入社した。以後、数多くのゲーム記事とゲーム製作に関わることになる。公的な活動は少ないもののイラストも手がけており、商業ゲーム誌にもたびたびイラストを寄稿している。
1985年のシミュレイター新1号で書かれたローズ・トゥ・ロードのリプレイ「七つの祭壇」は、ゲームの解説記事である以上に「読み物」として書かれた初めてのリプレイで、藤浪の知名度を大きく高めることになった。菊池たけしもこの記事で衝撃を受け、テーブルトークRPGとリプレイに強い関心を持つようになったという。この記事はあえて手書きで書かれていて、その代わりにイラストや図版を多彩に用い、ワープロでは不可能な「絵物語」のような独特のレイアウトがされていた。この形式の記事は、鈴木猛や速水螺旋人が作風に影響を受けている。現在でも、藤浪の記事は絵物語的なレイアウトのものが多い。
団体としては冒険企画局とファーイースト・アミューズメント・リサーチに所属。冒険企画局では「わきあかつぐみ」のペンネームも使っていた。
1999年にフリーに。現在はゲーム関係の記事のライティングやゲームデザインの仕事の他、妻である佐々木亮の作品の原作を担当している。2011年には原案を手がけた『ナイトメアハンター＝ディープ』以来4年ぶり、自己名義作品では『輪廻戦記ゼノスケープ』以来およそ10年ぶりとなるTRPG『駅前魔法学園!!』を発表した。

## 主な作品

### テーブルトークRPG
- ウィッチクエスト：システムデザイン。イラストは九月姫
- ファンタジーRPGクイズ：1巻のみ。イラストは鈴木猛（望月基弘名義）
- モンスターメーカー学園RPG （マギウス）
- RPGシナリオメイカー・6つの世界の物語 （アップルベーシック）
- こちら榊心霊相談室 （アップルベーシック）
- 聖珠伝説パールシード　（伏見健二と共著。イラストはかねこしんや）
- ファー・ローズ・トゥ・ロード：システムデザイン
- 超☆少年時代（RPG福袋収録）（吉森真吾との共著）
- プアープレイ（RPG福袋収録）（吉森真吾との共著）
- 冒険者入門プレミアム（佐々木亮との共著）
- BEAST BIND 魔獣の絆 R.P.G（システムデザイン。メインデザインは井上純弌）
- 輪廻戦記ゼノスケープ（メインデザイン。イラスト佐々木亮ほか）
- ナイトメア・ハンター（監修。原案は勝木康明）
- ナイトメアハンター＝ディープ（原案。監修は鈴木銀一郎、メインデザインは小林正親）
- 駅前魔法学園!!

### コンピュータRPG
- ネクロスの要塞（PCエンジンゲーム）：シナリオ担当（共著）
- 百の世界の物語（ファミコン）
- だんじょん商店会 〜伝説の剣はじめました〜（プレイステーション）

### コミック（原作）
作画は全て佐々木亮。
- 宇宙おてつだい☆やよいさん
- ポップコーン竜騎士団
- マンションズ&ドラゴンズ
- ダークローダーズ 魔王のおしごと
- リセット（単行本未発売）

### ノベライズ
- てぃあてぃあ。（みのり文庫）：『ティアーズ・トゥ・ティアラ 花冠の大地』の短編集ノベライズ。イラストは、佐々木亮・高野うい・かつまれい・祐馬。全3巻。
- ロロナのアトリエ 〜ロロナと偉大な錬金術士〜（みのり文庫）：『ロロナのアトリエ 〜アーランドの錬金術士〜』のノベライズ。イラストは久方綜司。
- コトノハ通信（ハーヴェスト出版）：『マンションズ&ドラゴンズ』『ダークローダーズ』の小説など。イラストは佐々木亮。

### ゲームブック
- だんじょん商店会 〜魔女のお店はじめました〜（ファミ通文庫）：同名ゲームの文庫化。「マルチノベル」と称するゲームノベライズであると同時に、いわゆるゲームブックである。イラストは佐々木亮。
- バニラのお菓子配達便! 〜スイーツデリバリー〜（角川つばさ文庫）：オリジナルの児童向けゲームブック。イラストは佐々木亮。
- ミラクル・タイム・アドベンチャー（ポプラ社）
  - 白銀の騎士と恐竜のなぞ
  - 忍者軍団と吸血鬼のなぞ
  - かぐや姫と宇宙船のなぞ
- 七つの大罪 ゲームブック 迷いの森の冒険（講談社）
- 進撃の巨人ゲームブック ウォール・ローゼ死守命令850（講談社）
- 都会のトム＆ソーヤ ゲーム・ブック ぼくたちの映画祭（講談社）：はやみねかおるとの共著
- 怪盗クイーンはサーカスがお好き　ゲームブック（講談社）：はやみねかおるとの共著
- きみが決めるストーリーブック（大創出版）：オリジナルの児童向けゲームブック[1]。イラストは佐々木亮。ダイソーのオリジナル商品であり、書店流通していない。
  - ドラゴンカリバー とりもどせ!巨人の宝物
  - ふしぎ探検キミ&ユメ 〜消えた人形事件〜

### 小説
- ここは、冒険者の酒場（富士見L文庫）：富士見書房の無料小説サイト「ファンタジアBeyond」で配信されていた小説。
- 魔王の就職斡旋所に勇者がやってきました。（ホワイトブックス）：白好出版から刊行されていた小説。出版社の解散に伴い、作品はカクヨムにて公開中。
- カフェ・グリムへようこそ シンデレラとカボチャのタルト（富士見L文庫）

### その他
- Treasure Tail シリーズ（イラスト：佐々木亮）：小説投稿サイトのサンプル作品である電子ゲームブック。
- ダブルクロス The 3rd Edition リプレイ・カオスガーデン 楽園のイヴ：ゲームマスター兼リプレイ執筆。

## 持ちキャラクター
藤浪智之は、自分がTRPGで使用していたPC（プレイヤーキャラクター）を、自分の作中に登場させることで知られている。「ファンタジーRPGクイズ（五竜亭）」「だんじょん商店会 〜伝説の剣はじめました〜」も参照。
赤熊
ドワーフの戦士。「七つの祭壇」の藤浪のPCで、いろんな作品に脇役として登場する。だんじょん商店会では、鍛冶屋として登場する。
カール（ス）・グスタフ
片目の傭兵。初出は雑誌ウォーロックの記事。五竜亭では「カールス・グスタフ」、だんじょん商店会では「グスタフ」という名前で登場している。
フンバルト／フンボルト
騎士。五竜亭では「フンバルト」、だんじょん商店会では「フンボルト」という名で、話が長いことが特徴である。

## 舞台とする世界
ファンタジーを舞台にした作品でも、生活感や日常性に注目した、ほのぼのした世界観を持つものが多い。同時に怪物の襲来や人死になども身近に存在するシビアな部分もある。
このあたりは『七つの祭壇』の頃からの持ち味であり、ユルセルーム（ローズ・トゥ・ロードの背景世界）やウルフレンド大陸（モンスターメーカーの背景世界のひとつ）など、他のデザイナーが創造した背景世界を扱うときも、共通の雰囲気を持つ。
ユキリア世界
冒険企画局時代には、ユキリア世界（冒険企画局で展開した共通のワールド）準拠でいくつかのオリジナル背景世界を創造した。ウィッチクエストの「ランドアイルス」（点在する街の集合体である児童文学的な世界）、「The World of WARLOCK（「6つの世界の物語」に収録）」の「シーアイルス」（古代アイルランドを意識した島国）などがそれにあたる。「百の世界の物語」、「ファンタジーRPGクイズ」などもユキリア世界に準拠したもので、藤浪はユキリア世界に大きく関与している。
コトノハ世界
「マンションズ&ドラゴンズ」「ダークローダーズ」など、藤浪智之と佐々木亮のコンビによるオリジナル作品では、「コトノハ」という共通のファンタジー世界を背景に持つ。但し『ダークローダーズ』第5巻あとがきで、藤浪は「この世界では“世界”と“言葉”を意味する言葉が同義であるので『コトノハ』と便宜上称しているだけで、固有名詞は敢えて設定していない」というようなことを述べている。
だんじょんの町
『だんじょん商店会』は、背景となる世界名は明かされておらず「ファンタジー世界のどこかにある町」が舞台となっている。町の名前はプレイヤーが自分で選ぶことができる（デフォルト名は「だんじょんの町」）。雰囲気は「コトノハ世界」に似ている。